# ألبرت فارمر
ألبرت فارمر (بالإنجليزية: Albert Farmer)‏ (1 يناير 1864 في المملكة المتحدة - ) هو لاعب كرة قدم بريطاني (وحمل سابقاً جنسية المملكة المتحدة لبريطانيا العظمى وأيرلندا) في مركز الوسط. لعب مع ستوك سيتي ونادي إيفرتون.